# غلامرضا کیانپور
 غلامرضا کیان پور ( ۱۳۰۸ –  ۱۸ اردیبهشت  ۱۳۵۸)، وزیر اطلاعات و جهانگردی در کابینه‌ی نخست‌وزیر امیرعباس هویدا در بین سال های ۱۳۵۳ تا ۱۳۵۵ و وزیر دادگستری در آخرین کابینه هویدا و کابینه جمشید آموزگار از ۱۸ آبان ۱۳۵۵ تا ۵ شهریور ۱۳۵۷ بود. او پس از انقلاب ۱۳۵۷ ایران در دادگاه انقلاب به حکم صادق خلخالی، به اتهام افساد فی الارض به اعدام محکوم شد.

## زندگی‌نامه
غلامرضا کیانپور، فرزند عبدالوهاب در سال ۱۳۰۸ خورشیدی در تهران زاده شد. او آموزش خود را در دبیرستان دارایی گذراند. سپس از دانشکدهٔ حقوق تهران لیسانس قضایی گرفت و در رشتهٔ اقتصاد نیز موفق به گرفتن مدرک دکتری شد. ابتدا قاضی دادگستری، سپس مدیر مالی سازمان برنامه، رئیس کارگزینی اصل چهار و معاون گمرکی وزارت اقتصاد گردید. چندی بعد ریاست شورای عالی اداری را به عهده گرفت. همچنین به استانداری آذربایجان غربی و اصفهان منصوب شد. در سال ۱۳۵۳ به عنوان وزیر اطلاعات و جهانگردی معرفی گردید. در سال ۱۳۵۵ وزیر دادگستری شد که قوانین جدید را به تصویب مجلس گذاشت. وی افزون بر تدریس در دانشکدهٔ بازرگانی، پلی تکنیک، حسابداری، افسری و شهربانی، تألیفی به نام اصول تنظیم بودجه و اصول اقتصاد نیز دارد.
وی آثاری را نیز ترجمه و تألیف کرده است که عبارتند از توسعه صنعتی، تربیت نیروی انسانی برای بازرگانی و صنعت، تکنولوژی و توسعه اقتصادی، و قسمت هایی از کارهای پل ساموئلسون نیز از ترجمه های اوست.
همسر کیانپور، فرحدخت منصوری آملی، دبیر بازنشته وزارت آموزش و پرورش بود که در تاریخ ۱۱ اسفند ۱۳۸۷ (پنجم مارس ۲۰۰۹) در فرانسه درگذشت. آنها صاحب سه فرزند بودند.

## سمت‌ها
- قاضی وزارت دادگستری
- مدیر کل مالی در سازمان برنامه و بودجه
- معاون وزارت اقتصاد در امور گمرکی در زمان وزارت علینقی عالیخانی
- استاندار آذربایجان غربی از ۲۴/۳/۱۳۴۶ تا ۲۹/۱/۱۳۵۰
- استاندار اصفهان ۱۳۵۰–۱۳۵۳
- وزیر اطلاعات و جهانگردی در کابینه امیرعباس هویدا ۱۳۵۳–۱۸ آبان ۱۳۵۵
- وزیر دادگستری در کابینه امیرعباس هویدا ۱۸ آبان ۱۳۵۵–۱۳۵۶
- وزیر دادگستری در کابینه جمشید آموزگار ۱۶ مرداد ۱۳۵۶–۵ شهریور ۱۳۵۷